# Кох Хок Сенг
Кох Хок Сенг (англ. Koh Hock Seng, 26 мая 1945, Малакка, Федерированные Малайские Государства) — малайзийский хоккеист (хоккей на траве), нападающий.

## Биография
Кох Хок Сенг родился 26 мая 1945 года в малайзийском городе Малакка.
Играл в хоккей на траве за «Малакку».
В 1964 году вошёл в состав сборной Малайзии по хоккею на траве на Олимпийских играх в Токио, поделившей 9-10-е места. Играл на позиции нападающего, провёл 7 матчей, забил 2 мяча (по одному в ворота сборных Гонконга и Бельгии).
В 1968 году вошёл в состав сборной Малайзии по хоккею на траве на Олимпийских играх в Мехико, занявшей 15-е место. Играл на позиции нападающего, провёл 6 матчей, мячей не забивал.